# 于尔根·兴森
于尔根·兴森（德語：Jürgen Hingsen，1958年1月25日—），德国男子田径运动员。他曾代表西德参加1984年和1988年夏季奥林匹克运动会田径比赛，其中1984年奥运会获得一枚银牌；而於1988年則因其習慣性地短跑偷步，於十項全能中100米比賽搶跑三次，導致其被淘汰出場。